# Evrovidenie 2010
La settima edizione di Evrovidenie (in russo Евровидение?; lett. "Eurovisione") è stata organizzata dal canale televisivo russo Rossija 1 per selezionare il rappresentante nazionale all'Eurovision Song Contest 2010 ad Oslo.
I vincitori sono stati Peter Nalitch & Friends con Lost and Forgotten.

## Organizzazione
Il 9 dicembre 2009 Rossija 1 ha annunciato l'organizzazione della selezione televisiva Evrovidenie per coinvolgere il pubblico nella scelta del rappresentante eurovisivo, aprendo la possibilità agli artisti interessati di inviare le proprie canzoni per la competizione entro il 15 febbraio 2010.
Lo show si è tenuto in un'unica serata il 7 marzo 2010 e ha visto i 25 artisti selezionati per la possibilità di rappresentare la Russia all'Eurovision Song Contest 2010. I risultati sono stati decretati da una combinazione di voto della giuria e televoto.

### Giuria
La giuria è stata composta da:
- Andrej Demidov, direttore generale di Muz-TV
- Ihor Krutyj, paroliere
- Gennadij Gochštejn, produttore esecutivo di Rossija 1
- Maksim Fadeev, paroliere e produttore discografico
- Sergej Archipov, vicedirettore di Radio Majak

## Partecipanti
Rossija 1 ha aperto la possibilità di inviare proposte per la competizione dal 9 dicembre 2009 al 15 febbraio 2010. Delle 1000 canzoni ricevute, 35 sono state selezionate per le audizioni dal vivo, che si sono tenute il successivo 1º marzo; una giuria ha quindi selezionato i 25 finalisti per la finale televisiva.
| Artista                  | Brano                                                | Lingua         | Autori                                                         |
| ------------------------ | ---------------------------------------------------- | -------------- | -------------------------------------------------------------- |
| Alaska                   | Piastry                                              | Russo          | Alaska                                                         |
| Aleksandr Panajotov      | Maya Showtime                                        | Inglese        | Aleksandr Panajotov, DJ Sandrique, Natal'ja Povolotskaja       |
| Alëna Roxis              | My Tears                                             | Inglese        | Anton Šaplin, Vlačeslav Lungu                                  |
| Ana                      | Dva golosa                                           | Russo          | Vladimir Počitalin                                             |
| Antonello Carrozza       | Senza respiro                                        | Italiano       | Antonello Carrozza                                             |
| Buranovskie Babuški      | Dlinnaja-dlinnaja beresta i kak sdelat' iz nee ajšon | Udmurto        | Elizaveta Zarbatova                                            |
| Ėd Šul'ževskij           | Without You                                          | Inglese, russo | Diana Polenova, Artur Sarkisjan                                |
| Ekaterina Frolova        | Tout va bien                                         | Francese       | Aleksandr Semin                                                |
| Elena Esenina            | Mir bez tebja                                        | Russo          | Elena Esenina                                                  |
| Jay Stever               | I Love, I Love, I Love You                           | Inglese        | Jānis Stībelis                                                 |
| Jet Kids                 | Hey Say                                              | Inglese        | Alina Eršovy, Maria Eršovy, Tonja Karpinskaja                  |
| Los Devčatos             | Chocolate                                            | Inglese        | Anastasija Čevaževskaja, Viktorija Žuk, Anastasija Spiridonova |
| Miusha                   | Big Bang                                             | Inglese        | M-clis, Miusha                                                 |
| Nano                     | Take It Away                                         | Inglese        | Jock-E, Nervo                                                  |
| Natal'ja Damas & L'brand | Much Closer                                          | Inglese        | Dmitrij Pereskokov, Francesca Orbek                            |
| Natal'ja Terechova       | Everything                                           | Inglese        | Natal'ja Terechova                                             |
| Oleg Bezinskich          | Crowning                                             | Inglese        | Oleg Bezinskich, Taras Demčuk                                  |
| Para-Bellum              | Ptitsa                                               | Russo          | Il'ja Tarasov                                                  |
| Pavla                    | Infatuated                                           | Inglese        | Diana Joselle, Rachael Leslie, Alf Tuohey                      |
| Peter Nalitch & Friends  | Lost and Forgotten                                   | Inglese        | Peter Nalitch                                                  |
| Pëtr Suchov              | Ja uletaju                                           | Russo          | Pëtr Suchov, Aleksandr Židkov                                  |
| Polina Kožikova          | For You                                              | Inglese        | Polina Kožikova, Vladimir Nazarov                              |
| Princessa Avenue         | Lovers                                               | Inglese        | Valerij Drobyš, Elena Filippova                                |
| Stsenakardija            | Stёkla                                               | Russo          | Aleksej Martynov, Timofej Chazanov                             |
| Julika                   | Delete                                               | Russo          | Svetlana Kulemina, Julija Starostina                           |

## Finale
La finale si è svolta il 7 marzo 2010 ed è stata trasmessa su Rossija 1 e RTR-Planeta. Durante la serata si sono esibiti come ospiti Dima Bilan, rappresentante dello stato all'Eurovision Song Contest 2006 e 2008 e Alexander Rybak, vincitore all'Eurovision Song Contest 2009.
Il voto combinato della giuria e del televoto ha decretato Peter Nalitch & Friends con Lost and Forgotten vincitori della selezione.
| #  | Artista                  | Titolo                                               | Punteggio | Posizione |
| -- | ------------------------ | ---------------------------------------------------- | --------- | --------- |
| 1  | Princessa Avenue         | Lovers                                               | 7.2       | 14        |
| 2  | Jay Stever               | I Love, I Love, I Love You                           | 3.9       | 21        |
| 3  | Ana                      | Dva golosa                                           | 10.1      | 7         |
| 4  | Miusha                   | Big Bang                                             | 3.4       | 22        |
| 5  | Para-Bellum              | Ptitsa                                               | 8.6       | 10        |
| 6  | Pëtr Suchov              | Ja uletaju                                           | 1.6       | 25        |
| 7  | Oleg Bezinskich          | Crowning                                             | 16.1      | 2         |
| 8  | Natal'ja Terechova       | Everything                                           | 6.3       | 17        |
| 9  | Jet Kids                 | Hey Say                                              | 11.8      | 4         |
| 10 | Pavla                    | Infatuated                                           | 10.9      | 5         |
| 11 | Ekaterina Frolova        | Tout va bien                                         | 4.4       | 20        |
| 12 | Ėd Šul'ževskij           | Without You                                          | 8.2       | 11        |
| 13 | Peter Nalitch & Friends  | Lost and Forgotten                                   | 20.9      | 1         |
| 14 | Buranovskie Babuški      | Dlinnaja-dlinnaja beresta i kak sdelat' iz nee ajšon | 12.9      | 3         |
| 15 | Aleksandr Panajotov      | Maya Showtime                                        | 10.6      | 6         |
| 16 | Nano                     | Take It Away                                         | 5.1       | 19        |
| 17 | Natal'ja Damas & L'brand | Much Closer                                          | 9.2       | 9         |
| 18 | Alëna Roxis              | My Tears                                             | 2.0       | 24        |
| 19 | Antonello Carrozza       | Senza respiro                                        | 9.4       | 8         |
| 20 | Polina Kožikova          | For You                                              | 5.8       | 18        |
| 21 | Los Devčatos             | Chocolate                                            | 7.5       | 13        |
| 22 | Julika                   | Delete                                               | 6.6       | 16        |
| 23 | Elena Esenina            | Mir bez tebja                                        | 7.9       | 12        |
| 24 | Alaska                   | Piastry                                              | 2.7       | 23        |
| 25 | Stsenakardija            | Stёkla                                               | 6.9       | 15        |